# کاروانسرای علی‌آباد (ماهان)
کاروانسرای علی‌آباد مربوط به دوره قاجاریه است و در شهر ماهان، بلوار ابوالفضل، خیابان برزگر، نبش میدان علی‌آباد واقع شده و این اثر در تاریخ ۲۷ اسفند ۱۳۸۸ با شمارهٔ ثبت ۲۶۲۵۶ به‌عنوان یکی از آثار ملی ایران به ثبت رسیده است.